# NGC 3533
NGC 3533 este o intermediate spiral galaxy⁠(d) situată în constelația Centaurul. A fost descoperită în 22 aprilie 1835 de către John Herschel. Se află la o distanță de 39,99 de megaparseci de Pământ.